# CSKA
A CSKA egy 2017-ben megjelent képregényantológia. A 144 oldalas kötet a 5Panels alkotócsoport és a Pesti Könyv Kiadó gondozásában jelent meg. Az antológia témája a macskák, a történetek pedig az állatok négy tulajdonsága (szeszélyes, rejtélyes, csacska, harcias) köré szerveződnek.

## Tartalom
- Gazdátlanul (Lénárd László–Dudás Győző)
- Mennyit ér egy macska? (Lénárd László–Szebeni Péter)
- Karmolások (Madarász Gergely)
- Vérvörös telihold (Dudás Győző)
- Egy macska emlékei (Halmi Zsolt)
- Miau (Pápai Gábor)
- Éjféli csemege (Duba Krisz–Zentai András)
- Törzsfejlődés (Magyar Sándor–Kasza Magdolna)
- A macskák könyve (Pádár Ádám–Dedinszky Vivien)
- Mit gondol ön a macskákról? (Madarász Gergely)
- Macska induló (Koska Zoltán, Weöres Sándor nyomán)
- Zéró (Pádár Ádám-Gresz Dóri)
- A macskák titkos élete (Kiss Judit)